# Lesbenorganisation Schweiz
Die Lesbenorganisation Schweiz (Akronym: LOS) ist ein Dachverband von regionalen Lesbengruppen und einzelner Lesben und das Pendant zum Schwulenverband Pink Cross. Somit übernimmt die LOS die Lobbyarbeit der angeschlossenen Lesbengruppen auf nationaler Ebene und ist somit der wichtigste Interessenverband der Lesben in der Schweiz. Der Verein wurde im Dezember 1989 gegründet.

## Inhalte und Projekte (Auswahl)
Mit Pink Cross zusammen organisierte sie 1998 Demonstrationen auf den Bundesplatz in Bern für die explizite Erwähnung der sexuellen Orientierung („Lebensform“) im Antidiskriminierungsartikel in der revidierten Bundesverfassung. Sie organisierte ebenso mit der Partnerorganisation Pink Cross die Unterstützung für das 2002 vom Souverän angenommene Partnerschaftsgesetz des Kantons Zürich und für das 2005 angenommene Partnerschaftsgesetz auf nationaler Ebene, welche gleichgeschlechtliche Paare in den wesentlichen Punkten mit Ehepaaren gleichstellt.
Mit Pink Cross betreibt sie einen Rechtshilfefonds, um allfällige rechtliche Auseinandersetzungen im schwulen oder lesbischen Bereich finanziell unterstützen zu können.